# Piratrinus
Piratrinus is een geslacht van hooiwagens uit de familie Agoristenidae.
De wetenschappelijke naam Piratrinus is voor het eerst geldig gepubliceerd door Šilhavý in 1973. 

## Soorten
Piratrinus is monotypisch en omvat slechts de volgende soort:
- Piratrinus calcaratus